# 誓い (徳永英明の曲)
「誓い」（ちかい）は、1997年1月21日に発売された德永英明23枚目のシングル。

## 解説
前作「SMILE」から2ヵ月ぶりのシングル。TBS系「噂の!東京マガジン」エンディングテーマ。

## 収録曲
全作曲：德永英明　編曲：国吉良一
1. 誓い　
作詞：篠原仁志
2. Balance
作詞：德永英明
3. 誓い（NO VOCAL EDITION）